# Неразлучники
Неразлучники (лат. Agapornis) — род птиц из семейства Psittaculidae. Продолжительность жизни попугая неразлучника составляет 10-15 лет. Редки случаи, когда неразлучник может прожить чуть больше 20 лет. В дикой природе продолжительность жизни неразлучника не сильно отличается от продолжительности жизни в домашних условиях.

## Внешний вид
Небольшие попугайчики, длина тела 10—17 см, крыла 4 см, а хвоста 6 см; вес 40—60 г. Голова относительно крупная. Окраска оперения в основном зелёная, но надхвостье, грудь, голова, шея и горло могут иметь другую окраску — розовую, красную, синюю, жёлтую и чёрную. Клюв толстый, очень загнутый, сильный и крепкий. Своим клювом они могут нанести тяжёлые ранения даже человеку. Окраска клюва у одних видов ярко-красная, у других соломенно-жёлтая. Хвост короткий и закруглённый, ноги тоже короткие, но попугайчики очень проворные, хорошо бегают по земле и отлично лазают по деревьям.

## Распространение
Большинство обитает в Африке и в Австралии.

## Образ жизни
Селятся в тропических и субтропических лесах, есть степные и горные виды. Ведут стайный образ жизни. Очень хорошо и стремительно летают. Ночь они проводят на деревьях, сидя на ветках или зацепившись за мелкие сучья. Иногда конфликтуют с другими стаями, прилетевшими на уже занятые деревья.

## Размножение
Гнездятся в дуплах деревьев, делая только подстилку в дупле, иногда самки строят гнёзда. Материалом для строительства служат травинки, веточки различных деревьев и кусочки коры. Переносят строительный материал к месту строительства по-разному: одни виды в клювах, другие — засовывая его под перья груди, поясницы и кроющие перья крыла.
В кладке бывает от 4 до 8 яиц, которые насиживает самка. Через 3—3,5 недели появляются птенцы, вылетают они из гнезда через 42—56 дней, но родители ещё продолжают их опекать и подкармливать. В этот период самец и самка очень нежно относятся друг к другу, внимательны и заботливы к птенцам.
Издавна этих попугаев называли неразлучниками, так как считали, что при гибели одной птицы, другая вскоре погибает от тоски.

## Классификация
Международный союз орнитологов относит к роду 9 видов:
- Agapornis canus (J. F. Gmelin, 1788) — Сероголовый неразлучник
- Agapornis fischeri Reichenow, 1887 — Неразлучник Фишера
- Agapornis lilianae Shelley, 1894 — Неразлучник Лилианы
- Agapornis nigrigenis W. L. Sclater, 1906 — Чернощёкий неразлучник
- Agapornis personatus Reichenow, 1887 — Масковый неразлучник
- Agapornis pullarius (Linnaeus, 1758) — Краснолицый неразлучник
- Agapornis roseicollis (Vieillot, 1818) — Розовощёкий неразлучник
- Agapornis swindernianus (Kuhl, 1820) — Ошейниковый неразлучник
- Agapornis taranta (Stanley, 1814) — Чернокрылый неразлучник

Кроме того в 2024 году в колыбели человечества были обнаружены останки нового вида, вымершего 2,5 миллиона лет назад, — Agapornis longipes.